# 沙宝琴
沙宝琴（1976年5月—），河南荥阳人，回族，无党派人士。中华人民共和国政治人物、第十三届全国人民代表大会河南省代表。

## 生平
2018年，沙宝琴被选为河南省出席第十三届全国人民代表大会代表。